# Christian Leroy
Christian Leroy est un artiste peintre français né en 1968 à Coutances.
Habitant en Bretagne, il est également graphiste et auteur, membre de l'Académie des Arts & Sciences de la Mer et médaillé Arts-Sciences-Lettres.

## Biographie

### Débuts
Né en 1968 à Coutances, Christian Leroy grandit à Quettreville-sur-Sienne, une petite commune dans la Manche. Il suit, dès ses quatorze ans, les cours du peintre et pastelliste Auguste Lecarpentier (1916-2000). Avec lui, il apprend toutes les bases, dessin, fusain, pastel et peinture à l'huile et commence à exposer dès ses 17 ans. À 18 ans et le bac en poche, il part étudier à Paris à l'ENSAAMA (École Nationale des Arts Appliqués et des Métiers d'Art, Olivier de Serres) et en ressort diplômé en design industriel. D'abord roughman, il devient en 1992, graphiste indépendant et travaille alors pour de grandes entreprises nationales et internationales.
En 2003, il s'installe à Ploumilliau, dans les Côtes-d'Armor et continue d'exercer son activité de graphiste. Il reprend les pinceaux et le chemin des expositions à partir de 2011, avec pour thèmes de prédilection, le portrait et le monde maritime.

### Thèmes et séries

#### Effets mer (2011-2017)
Série de variations picturales autour du thème maritime en général.
Cadrages pensés, réfléchis, l'œil de l'artiste, véritable téléobjectif, revisite sans trahir la beauté de la matière et le détail parfait dans une vision parcellaire et choisie. Ce designer, maîtrisant les équilibres et les focus très élaborés, refait vivre sous nos yeux les cordages tendus, coques offertes à la rouille, patines profondes où les odeurs affluent grâce à un sens certain de la composition, réalisant de véritables paysages à l'intérieur d'un détail maritime.

Didier Christmann

#### Face[s] au vent (2017-2019)
Série de portraits de gens de mer, hommes et femmes, connus ou anonymes. Du docker à la navigatrice, en passant par un migrant, un rescapé de naufrage ou un ancien gardien de phare, tous ces regards témoignent des joies, des drames et des espoirs, moments de vies liées à la mer.
Le résultat est bluffant. Comme une photo en gros plan. Mieux qu’une photo en fait car l’artiste peut changer un détail, un angle de vue, une lumière pour mieux rendre compte du caractère, du vécu de la personne portraitisée. La réalité certes mais augmentée, rendant perceptible la vie intérieure. Avec Christian Leroy, l’adage selon lequel « le regard est le miroir de l’âme » prend tout son sens.

Benoît Bondet de la Bernardie

#### Mes tissés (à partir de 2019)
Série de portraits peints sur tissu jacquard ou brocart. La série a débuté à la suite de la publication de deux tableaux, Fleur de lys et Fleur de coton, dans l'ouvrage Carnets de voyage en Mer des Indes de l'Académie des Arts & Sciences de la Mer, en partenariat avec le Musée de la Compagnie des Indes de Lorient et le Musée Mer Marine de Bordeaux (p. 138, 146, 147 et 148). Le tableau Fleur de lys a également été publié dans Circle Quartely Art Review, spring 2021 (p. 73).

### Parcours artistique

#### Principales expositions personnelles
- 2012 : Centre culturel L'Archipel, Fouesnant-Les Glénan[13],[14]
- 2013 : Conciergerie du Château, Regnéville-sur-Mer[15]
- 2014 : Galerie 3F, Paris[16]
- 2015 : Mer & Voyages, Paris[17]
- 2019 : Centre des Congrès, Trégastel[18]
- 2019 : Centre culturel L'Alizé, Guipavas[19],[20]
- 2020 : Centre Culture L'Athéna, Ergué-Gabéric[21]
- 2021 : Village Tour Voile, Erquy[22]
- 2022 : Salle Anne de Bretagne, Pleyber-Christ[23],[24]

#### Autres évènements
En 2013, il devient membre de l'Académie des Arts & Sciences de la Mer et en 2018, il reçoit la médaille d'argent Arts-Sciences-Lettres, Paris. Il a participé avec ses œuvres à des ventes aux enchères, notamment :
- en 2014, vente aux enchères caritative organisée par l'entreprise Guy Cotten et l'Académie des Arts & Sciences de la Mer, à l'occasion du départ de la transat AG2R à Concarneau et au profit de la SNSM[25],[26]
- en 2016, vente aux enchères à l'hôtel des Ventes de Lausanne, lots no 83, 84, 85, 86 et 87[27]
- en 2019, vente aux enchères caritative organisée par l'ONG Watever à la Fondation Lafayette Anticipations à Paris, au profit de la SNSM et de SOS Méditerranée[28],[29],[30]

Le 16 février 2023, il est invité à faire deux démonstrations de sa peinture au salon Art Capital qui se tient au Grand Palais éphémère à Paris.

#### Publications
- Face[s] au vent[32], préfacé par Anne Quéméré, sélectionné et présenté au festival Livre & Mer, Concarneau[33]
- Carnets de voyage en Mer des Indes[9], ouvrage collectif avec 45 contributeurs de l'Académie des Arts & Sciences de la Mer[10],[11] en partenariat avec le Musée de la Compagnie des Indes de Lorient et le Musée Mer Marine de Bordeaux, préfacé par Brigitte Nicolas, Conservatrice en chef du patrimoine et Directrice du Musée de la Compagnie des Indes de Lorient